# Kelliher (Minnesota)
Pour les articles homonymes, voir Kelliher.
Kelliher est une ville américaine située dans le Comté de Beltrami, dans le Minnesota. Selon le recensement de 2010, sa population est de 262 habitants.